# Сопот (община)
Община Сопот се намира в Южна България и е една от съставните общини на Област Пловдив.

## География

### Географско положение, граници, големина
Общината е разположена в северната част на Област Пловдив. С площта си от 56,003 km2 заема 16-о място сред 18-те общините на областта, което съставлява 0,93% от територията на областта. Община Сопот е една от най-малките общини в България като заема 4-то място отзад-напред. Зад нея са Община Кричим, община Перущица и община Челопеч. Границите ѝ са следните:
- на изток, юг и запад – община Карлово;
- на север – община Троян, Област Ловеч.

### Природни ресурси

#### Релеф
Южната третина на общината е разположена в северната част на Карловската котловина, като релефът е равнинен със слаб наклон от север на юг. Тук се намира и най-ниската точка на общината от 378 m н.в., разположена в най-южната ѝ част.
В останалите 2/3 от територията на община Сопот се простират южните склонове на Троянска планина (част от Средна Стара планина). Нейният най-висок връх Левски (Амбарица, 2165,5 m) се издига в най-североизточния ъгъл на общината на границата с община Троян.

#### Води
От Троянска планина в южна посока се спускат няколко малки реки и дерета, водите на които на някои от тях достигат до река Стряма, а на останалите на 100% се включват в изградени напоителни канали. Най-голяма от тях е Манастирска река, която извира при хижа „Добрила“, минава западно от Сопот, напуска пределите на общината и се влива отляво в река Стряма.

#### Климат
В климатично отношение общината попада в преходно-континенталната климатична област. В сравнение с другите Подбалкански полета климатът е по-мек и по-топъл. Температурните инверсии са рядкост. Зимата е мека при средна януарска температура около 0 – -1 °C. Средногодишният брой дни със снежна покривка е 20 – 25. През лятото, което е умерено топло, има 60 дни със среднодневна температура около 20 °C. Валежите са умерени – около 653 мм/кв.м средногодишно, с летен валежен максимум 217 мм/кв.м и зимен валежен минимум 116 мм/m².

## Население

### Етнически състав (2011)
Численост и дял на етническите групи според преброяването на населението през 2011 г.:
|                     | Численост | Дял (в %) |
| Общо                | 9827      | 100,00    |
| Българи             | 8377      | 85,24     |
| Турци               | 190       | 1,93      |
| Цигани              | 187       | 1,90      |
| Други               | 108       | 1,10      |
| Не се самоопределят | 37        | 0,38      |
| Неотговорили        | 928       | 9,44      |

### Населени места
Общината има 2 населени места с общо население 8375 жители към 7 септември 2021 г.
| Населено място | Население (2021 г.) | Площ на землището km2 | Забележка (старо име) | Населено място | Население (2021 г.) | Площ на землището km2 | Забележка (старо име)           |
| -------------- | ------------------- | --------------------- | --------------------- | -------------- | ------------------- | --------------------- | ------------------------------- |
| Анево          | 905                 | 19,633                | Аиево, Алиево         | Сопот          | 7470                | 36,370                | Вазовград                       |
|                |                     |                       |                       | ОБЩО           | 8375                | 56,003                | няма населени места без землища |

## Административно-териториални промени
- МЗ № 2820/обн. 14.08.1934 г. – преименува с. Аиево (Алиево) на с. Анево;
- Указ № 319/обн. 06.07.1950 г. – преименува гр. Сопот на гр. Вазовград;
- Указ № 501/обн. 27.08.1965 г. – възстановява старото име на гр. Вазовград на гр. Сопот;
- Указ № 1885/обн. 06.09.1974 г. – заличава с. Анево и го включва като квартал на гр. Сопот;
- Указ № 247/обн. 23.07.1996 г. – отделя кв. Анево от гр. Сопот и го възстановява като отделно населено място – с. Анево;
- Указ № 318/обн. 05.09.2003 г. – отделя гр. Сопот и с. Анево от община Карлово и ги включва в новообразуваната община Сопот с административен център гр. Сопот.

## Политика

### Награди за Община Сопот
- Победител в категория „Спорт и младежки политики“, раздел „малки общини“, в онлайн конкурса „Кмет на годината, 2017“. Приз за кмета Деян Дойнов за спортни площадки и зали за насърчаване и развитието на любителския и професионалния спорт.

## Транспорт
В южната част, от запад на изток, на протежение от 5 km преминава участък от трасето на жп линията София – Карлово – Бургас от 42,3 km до Община Сопот. Успоредно на жп линията, но през центъра на град Сопот преминава и участък от 5,6 km от Републикански път I-6 (от km 260,4 до km 266,0).

## Топографска карта
- Лист от карта K-35-38. Мащаб: 1 : 100 000.
- Лист от карта K-35-50. Мащаб: 1 : 100 000.